# STS-86
إس تي إس-86 (بالإنجليزية: STS-86)‏ الرحلة السابعة والثمانون ضمن برنامج مكوك الفضاء لوكالة ناسا، والرحلة العشرون على متن مكوك الفضاء أتلانتيس والرحلة الأخيرة للمكوك قبل خروجه مؤقتاً من الخدمة لأغراض الصيانة، انطلقت الرحلة في 26 سبتمبر 1997 من مركز كينيدي للفضاء ، وهبطت بتاريخ 6 أكتوبر في مركز كينيدي للفضاء أيضاً، بعد عشرة أيام و19 ساعة مكثتها الرحلة في الفضاء، تم خلال الرحلة نقل معدات وأجهزة لمحطة مير الروسية من خلال السير في الفضاء، بلغ عدد الرواد المشاركين في الرحلة سبعة رواد من بينهم رائد روسي وآخر فرنسي وخمسة رواد أمريكان.